# 米碎花
米碎花（学名：Eurya chinensis），又名米碎柃木，为茶科柃木屬下的一个种，分布於華南與台灣北部，雌雄異株，冬季開白色小花並有濃烈香味。植株生長緩慢，可作為樹籬，野外觀察雌株只佔20%~25%。

## 扩展阅读
- 維基物種上的相關：米碎柃木